# Leopold Astner
Leopold Astner (* 3. Februar 1961) ist ein österreichischer Politiker der Österreichischen Volkspartei (ÖVP). Seit 2021 ist er Bürgermeister von Hermagor-Pressegger See. Von Februar 2022 bis April 2023 war er Abgeordneter zum Kärntner Landtag.

## Leben

### Ausbildung und Beruf
Leopold Astner legte die Matura am BORG in Hermagor ab, anschließend studierte er Vermessungswesen an der Technischen Universität Wien. Das Studium schloss er als Diplomingenieur ab.
Er war einige Jahre bei einer Firma für Vermessungsausrüstung und Vermessungssoftware in Wien tätig, anschließend im Bundesvermessungsdienst Leiter des Vermessungsamtes Scheibbs und ab 1994 bei der Agrarbezirksbehörde Klagenfurt. Seit 2006 ist er Sachgebietsleiter für Agrarische Operate und Vermessung, seit 1. Juli 2018 Leiter der Agrarbehörde Kärnten.
Astner ist verheiratet und Vater dreier Kinder.

### Politik
Ab 2009 war Astner Stadtrat in Hermagor-Pressegger See für Land- und Forstwirtschaft, Jagd, Fischerei und Raumordnung, mit der Gemeinderats- und Bürgermeisterwahl in Kärnten 2015 wurde er Vizebürgermeister mit diesen Agenden sowie zusätzlich Wasserbauten und Kultur. Im Zuge der Gemeinderatswahl 2021 wurde er zum Bürgermeister der Stadtgemeinde Hermagor-Pressegger See gewählt. In der Stichwahl gegen den bisherigen Amtsinhaber Siegfried Ronacher (SPÖ) erhielt er 51,19 Prozent der Stimmen.
Bei der Landtagswahl in Kärnten 2018 erreichte Astner im Wahlkreis West nach Ferdinand Hueter die meisten Vorzugsstimmen. Nach dem Tod von Hueter im Februar 2022 in der 32. Gesetzgebungsperiode sprach die Landeswahlbehörde Astner dessen Mandat als Abgeordneter zum Kärntner Landtag zu. Im Landtag wurde er Mitglied des Ausschusses für BürgerInnenbeteiligung, direkte Demokratie und Petitionen sowie des Ausschusses für Wasserwirtschaft, Öffentliches Wassergut und Hydrographie. Nach der Landtagswahl in Kärnten 2023 schied er aus dem Landtag aus.